# Pedro Gonsalvus

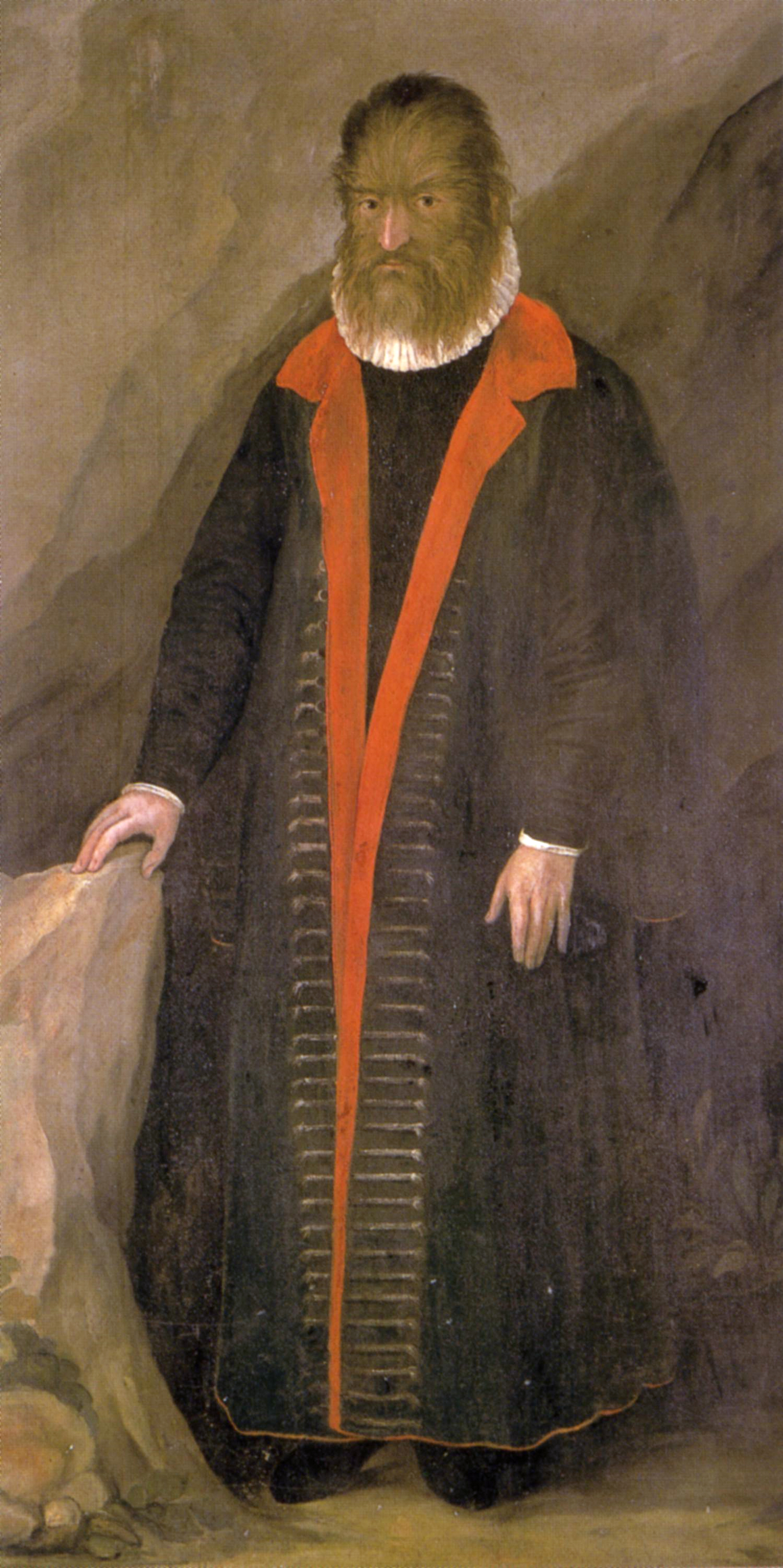
Pedro Gonsalvus

Pedro Gonsalvus, Pedro Gonzales oder auch Petrus Gonsalvus (* unsicher: 1537 auf Teneriffa; † ungefähr 1618 in Capodimonte) war der erste bekannte Fall der Hypertrichose.

## Leben
Pedro Gonsalvus galt als „Wolfsmensch“ oder „Affenmensch“, da er durch die seltene Krankheit Hypertrichose einen abnormen Haarwuchs aufwies. Seine äußerst seltene und außerdem erbliche Form der Hypertrichose nennt sich Ambras-Syndrom.
Aufgrund dieser besonderen Eigenschaft kam er im Alter von 10 Jahren an den Hof des französischen Königs Heinrich II., wo man ihn zunächst als Affen im Hause hielt und ihm erst als Heranwachsenden Aufmerksamkeit schenkte. Pedro wurde als junger Mann dem Statthalter Alessandro Farnese zum Geschenk gemacht.
Pedro, der sogar Latein gesprochen haben soll, wurde später mit Catherine Raffelin verheiratet, die keine anomale Körperbehaarung hatte. Sie gebar sieben Kinder, von denen vier die Anomalie des Vaters geerbt hatten, so zum Beispiel sein ältester Sohn Henry und seine Tochter Tognina. Heinrich II. stellte der Familie einen Teil des Parks von Fontainebleau zur Verfügung, um ihnen eine natürliche Umgebung und Schutz zu bieten.
Regelmäßig nahmen sie an öffentlichen Veranstaltungen teil, bei denen sie stets höfische Gewänder trugen. Um 1580 bis 1590 zog die Familie nach Italien, womöglich an den Hof der Margarethe von Parma. Trotz des Lebens als Edelmann, das Pedro führte, wurden er und seine an Hypertrichose leidenden Kinder von ihren Zeitgenossen nicht als vollwertige Menschen angesehen. Die letzte bekannte Aufzeichnung von ihm stammte aus dem Jahr 1617 von der Taufe seines Enkels, danach verliert sich seine Spur. Womöglich starb Pedro im Jahre 1618.

## Darstellungen der Familie

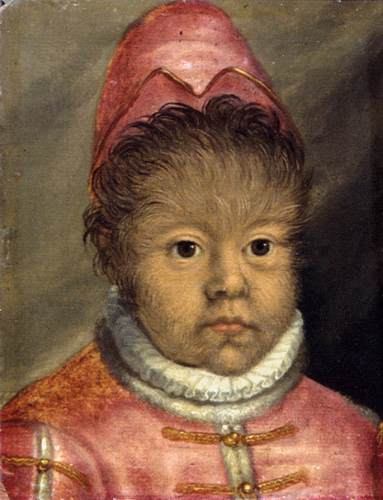
Henry, der älteste Sohn von Pedro Gonsalvus
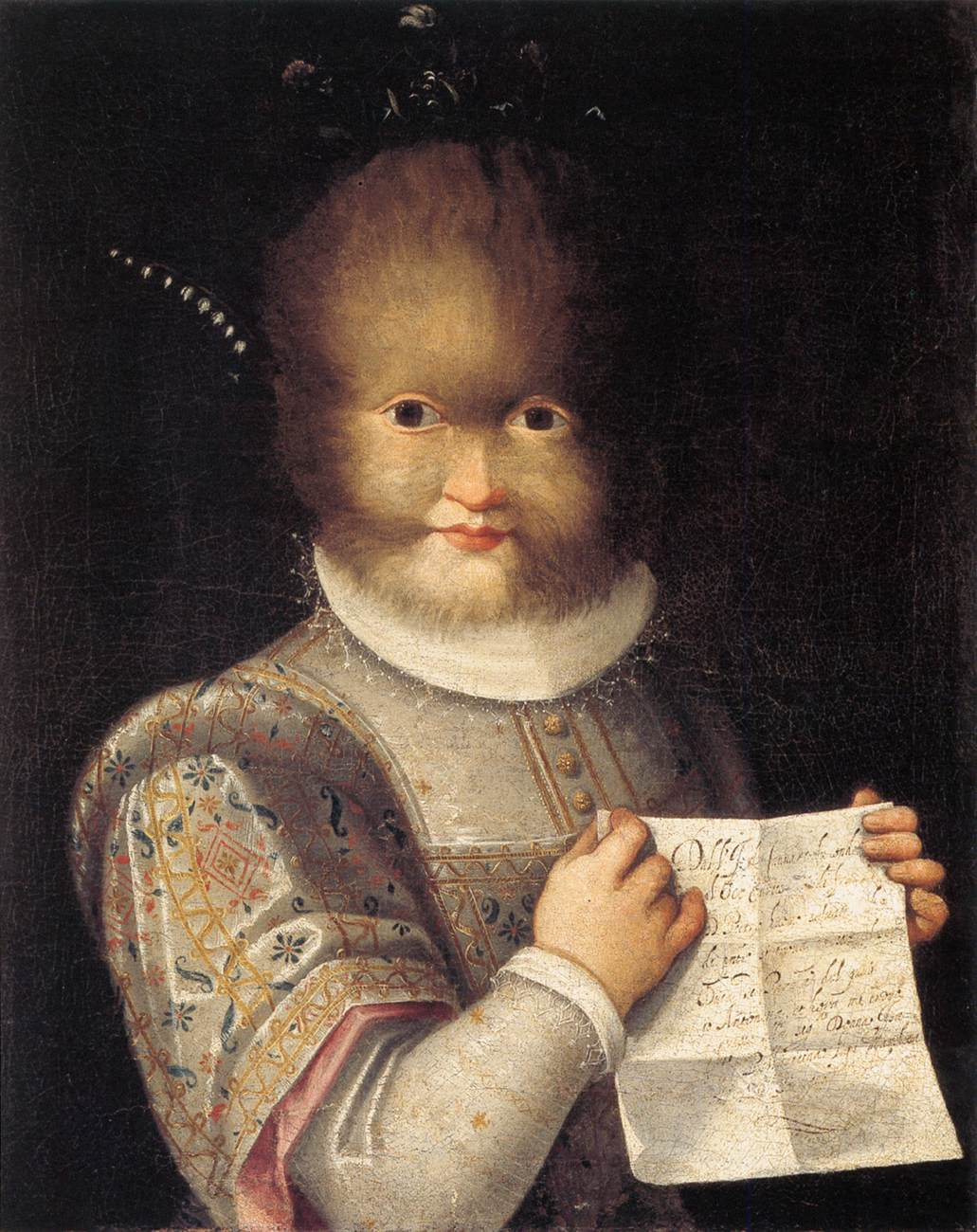
Lavinia Fontana: Porträt von Tognina Gonsalvus (1580)
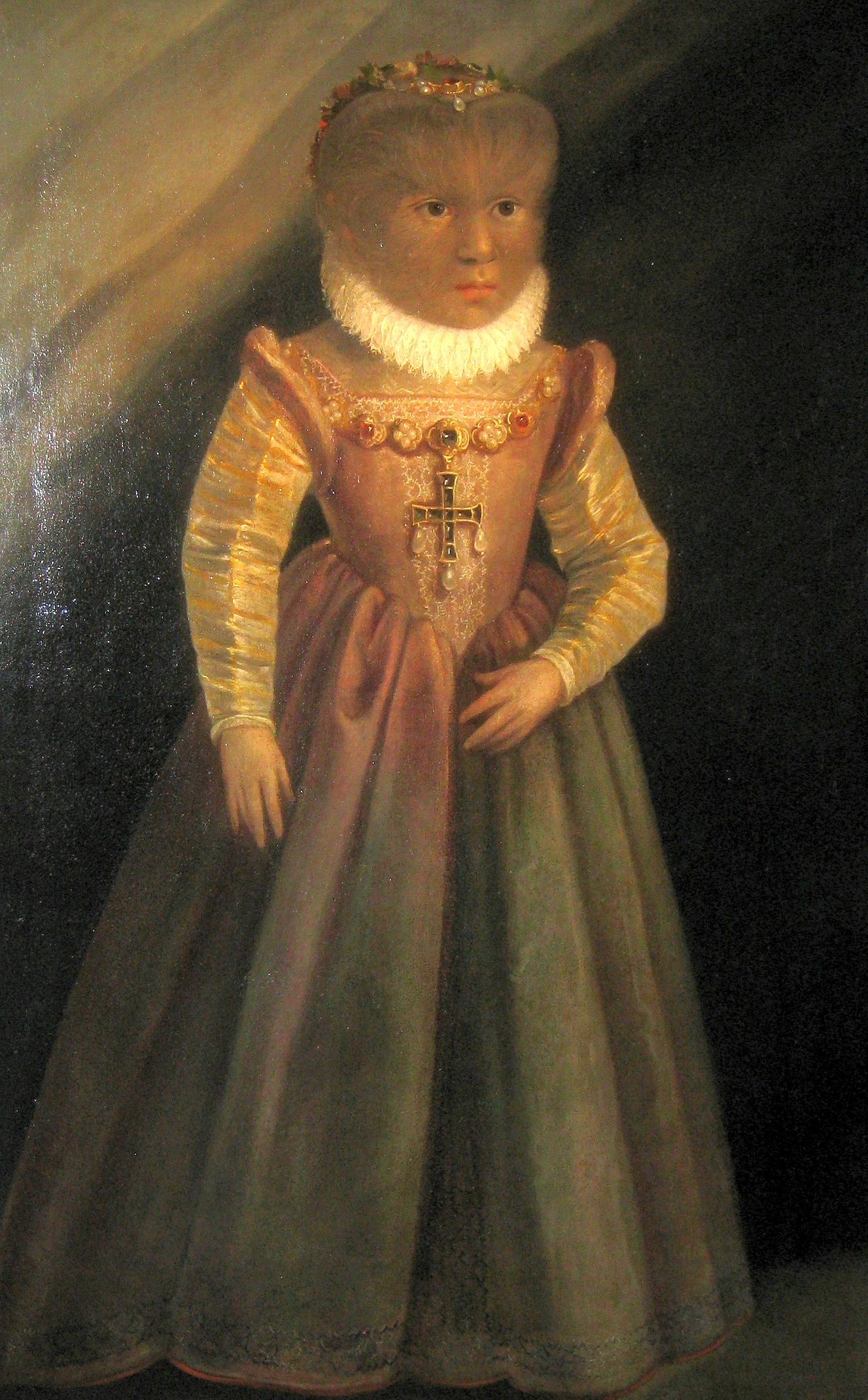
Maddalena (Madeleine) Gonzales, ca. 1580
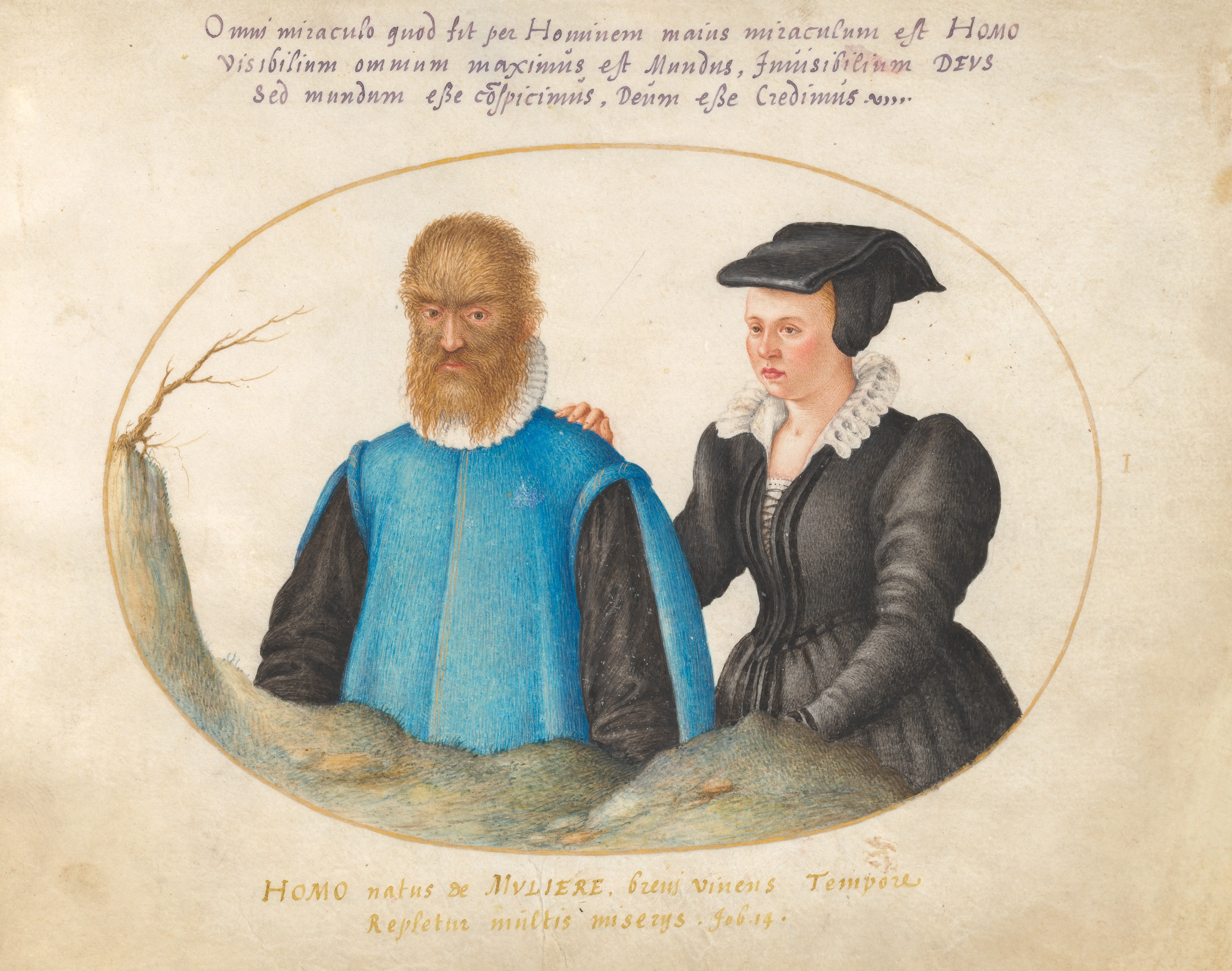
Georg Hoefnagel, Petrus Gonsalvus und Catherine.
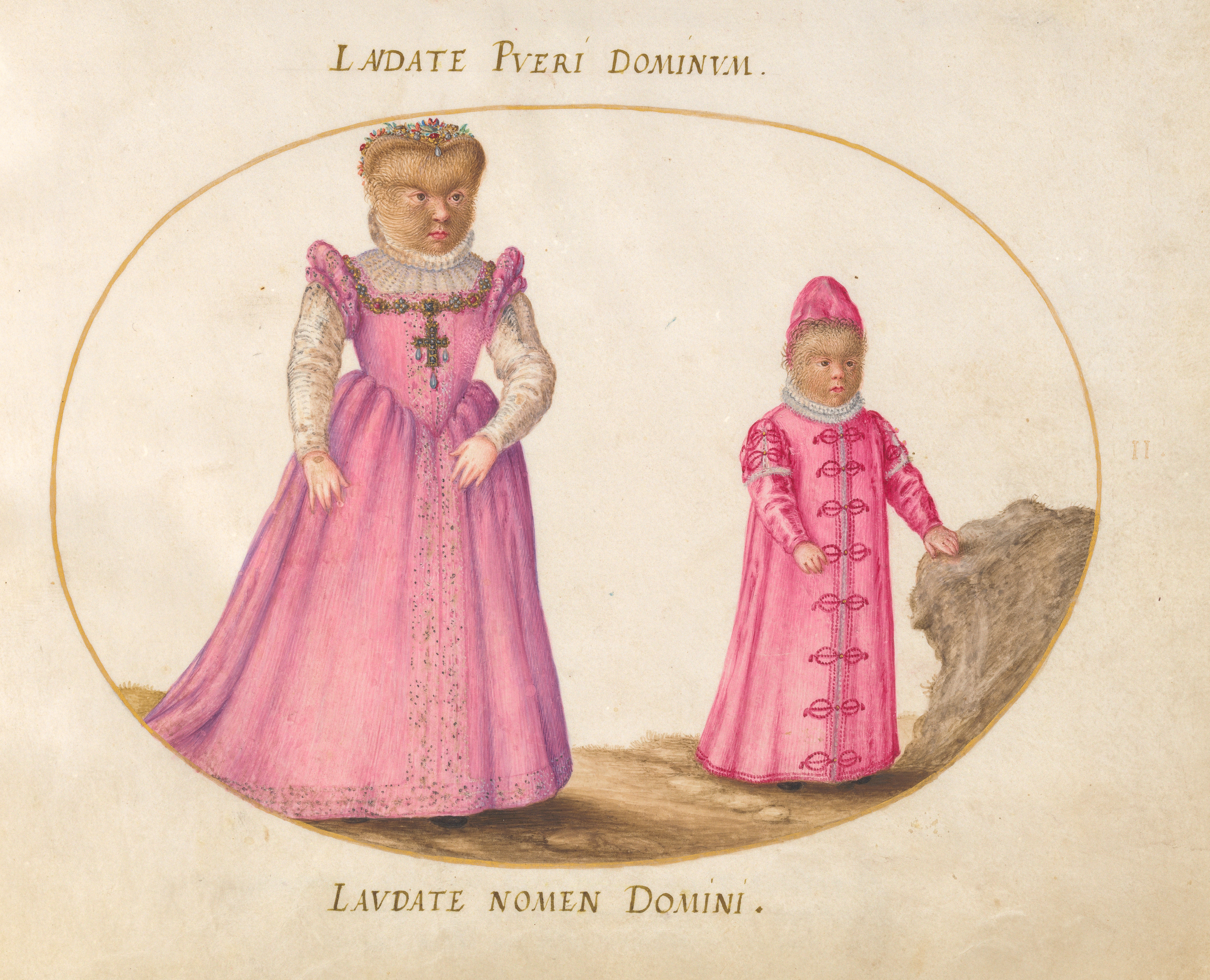
Georg Hoefnagel, Töchter von Pedro Gonsalvus